# Autostrada A29 (Italia)
L'autostrada A29 è un'autostrada italiana che collega Palermo con Mazara del Vallo e, attraverso una diramazione, con Trapani e Marsala. L'autostrada è lunga circa 115 chilometri, la diramazione principale, priva di corsia d'emergenza ma con banchina asfaltata, 36,9. È gestita dall'Anas e non è soggetta a pedaggio. È parte della strada europea E90 e dallo svincolo di Mazara del Vallo, inizia la strada europea E931.

## Storia
Costruita dopo il terremoto del Belice del 1968, la posa della prima pietra avvenne il 30 agosto 1971; simultaneamente a Palermo nei pressi dell'attuale svincolo per il sobborgo di Tommaso Natale e a Mazara del Vallo in prossimità dell'odierno inizio del tratto dell'autostrada.
I lavori ebbero inizio con la realizzazione del tratto Palermo-aeroporto, che fu completato nel giugno 1972. Nel frattempo, da Mazara del Vallo veniva realizzata l'opera fino all'attuale svincolo di Gallitello nelle campagne tra Alcamo e Salemi. Dopo quasi un anno di interruzione, nei lavori nell'aprile 1973 si iniziò l'opera del tragitto principale da Villagrazia di Carini all'attuale uscita Alcamo Est.
Questi lavori durarono ben 20 mesi e, nel dicembre 1975, l'Anas dichiarò completato anche il tracciato in questione. Frattanto, nel febbraio 1975, veniva dato il via alla realizzazione per quella che doveva essere solo una superstrada, ossia la Trapani-Alcamo di circa 45 km. Questa venne completata nel maggio 1976 e innestata all'autostrada vera e propria, che nei primi mesi dello stesso anno assumeva la configurazione attuale con l'ultimazione del tratto tra Alcamo e l'innesto con l'attuale A29-dir, che venne, malgrado l'assenza di corsia d'emergenza, assimilata ad autostrada. Successivamente, tra il 1979 e il 1980 veniva realizzato il percorso tra Dattilo-Paceco e l'aeroporto di Trapani, che non era stato contemplato nel lotto iniziale della diramazione per Trapani. Era anche previsto che questo itinerario continuasse fino a Marsala, ma alla fine il progetto non venne mai messo in pratica, anche se si è teorizzato di completare l'"anello" con Mazara del Vallo, con lo scopo di decongestionare il traffico nell'area urbana di Marsala, che risulta "spalmata" per almeno 20 chilometri lungo la strada statale 115, con conseguenti problemi di traffico e inquinamento atmosferico da gas di scarico delle automobili. Negli anni ottanta si prolungò l'autostrada che arrivava fino al quartiere periferico di Palermo denominato Tommaso Natale, fino a collegarla alla circonvallazione di Palermo, inoltre venne successivamente aperto un nuovo svincolo, Tommaso Natale - Mondello, all'altezza del precedente innesto autostradale.
Negli anni novanta, fu realizzato un nuovo svincolo, Alcamo Ovest, che venne allacciato alla SS 113 nord-occidentale sicula, poi furono riqualificati alcuni tratti dell'autostrada, con l'aggiunta di ulteriori colonnine SOS e dell'eliminazione della riga gialla al lato destro, migliorando in seguito l'illuminazione notturna e incrementando le protezioni laterali nei viadotti e tra le due carreggiate, nonché aumentando la sicurezza nelle gallerie tra Palermo e Isola delle Femmine, con dei lavori che sono durati oltre un decennio e completati solo nel 2007.

## L'autostrada oggi

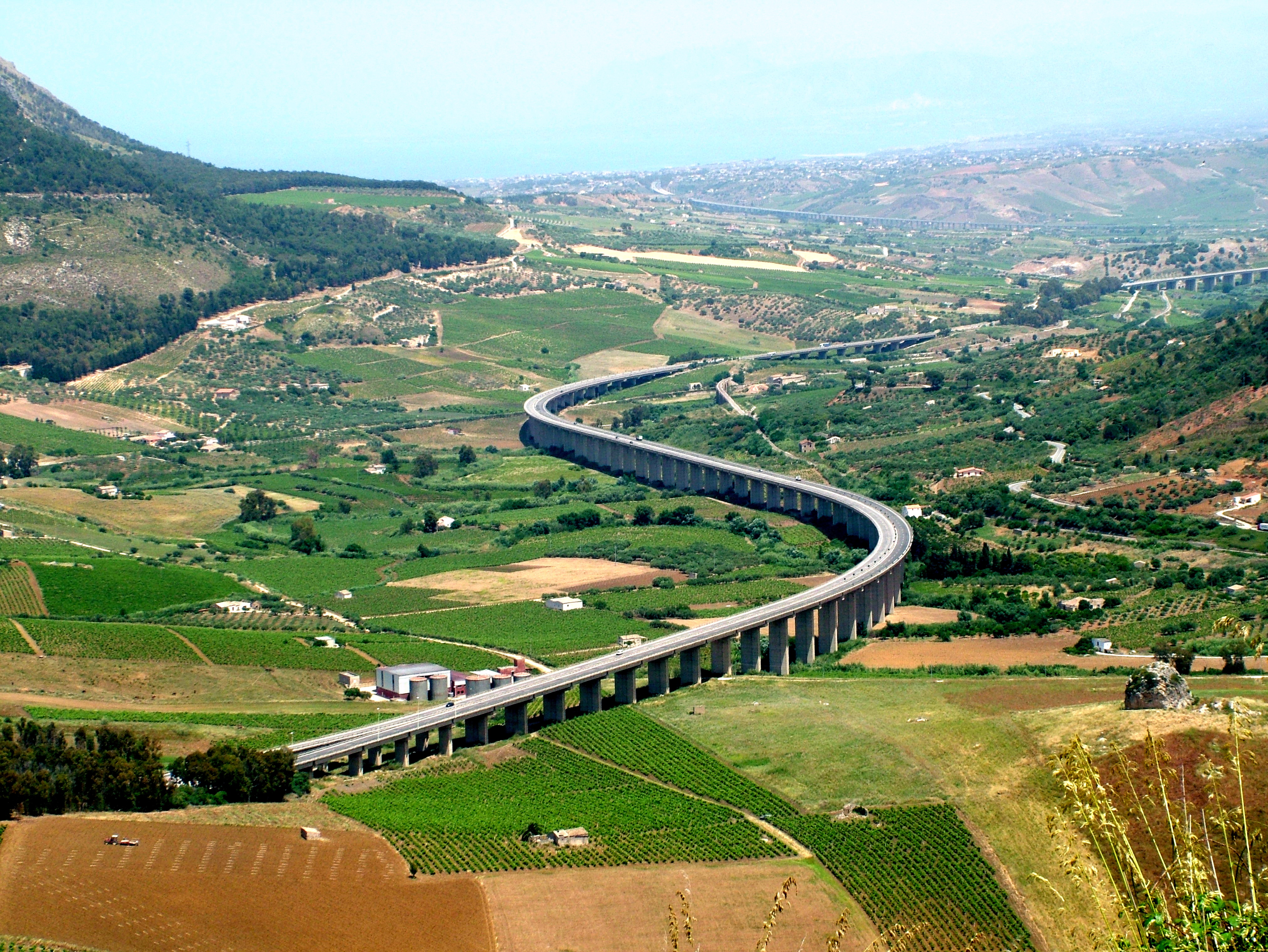
Il viadotto "Caldo" dell'autostrada A29dir, vicino a Segesta

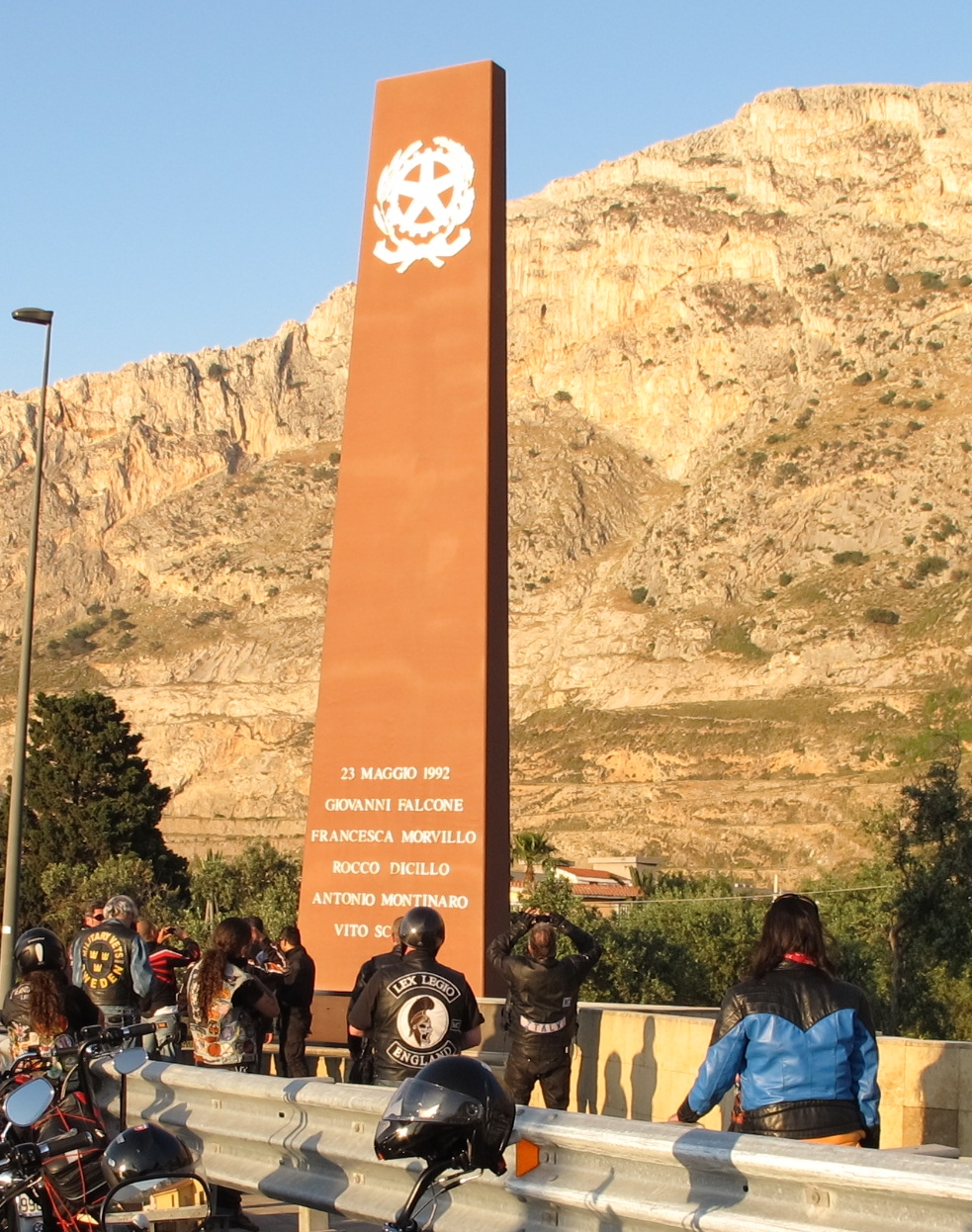
Il monumento in ricordo di Giovanni Falcone, della moglie e di 3 agenti della loro scorta, all’altezza dello svincolo per Capaci, posta nel luogo dove avvenne la strage.

Risulta sprovvista di aree di servizio per il rifornimento di carburante su tutto il percorso.
La galleria più lunga del percorso, denominata "Segesta", poco prima dello svincolo per Calatafimi-Segesta sulla A29 dir, benché misuri 1615 metri di lunghezza, non è provvista di vie di fuga, aerazione e colonnine Sos.
Il 30 maggio 2018 sono stati ultimati i lavori di adeguamento strutturali della canna in direzione Trapani, dopo 4 anni di lavori fra ritardi nei lavori fermati a più riprese e inchieste della procura distrettuale antimafia.
L’adeguamento della canna in ottemperanza alle Direttive Europee per la sicurezza delle gallerie, ha previsto un investimento complessivo di 16 milioni di euro, ripartiti in interventi di adeguamento delle strutture, per 9 milioni di euro, e degli impianti tecnologici, per 6 milioni di euro, oltre a un milione relativo ai costi per la sicurezza.
Gli adeguamenti strutturali hanno comportato il risanamento del rivestimento interno, l’installazione dei New Jersey di protezione laterale oltre che la realizzazione dei tre bypass pedonali tra le due carreggiate e il risanamento del preesistente bypass carrabile.
Per quanto riguarda gli adeguamenti tecnologici, sono stati realizzati nuovi impianti di illuminazione e ventilazione, segnaletica luminosa, impianto radio, sistemi SOS, di diffusione sonora, telecontrollo, videosorveglianza, rilevazione incendi e impianto idrico antincendio.
Un'altra galleria di una certa lunghezza è quella denominata "Fumosa" tra gli svincoli di Fulgatore e Dattilo sulla A29 dir, lunga circa 500 metri e leggermente in dosso.
Il viadotto più lungo, denominato "Caldo" (dal nome del torrente sottostante), precede la suddetta galleria ed è lungo 2382 metri.
Le due principali aree di sosta sono denominate "Costa Gaia", illuminata e sita tra l'uscita Alcamo Est e l'uscita Castellammare del Golfo dove è prevista la costruzione di un'area di rifornimento, e "Fontanelle", non illuminata e sita tra lo svincolo di Mazara del Vallo e quello di Campobello di Mazara, in prossimità di quest'ultimo.
L'illuminazione notturna è principalmente concentrata nel tratto iniziale da Palermo viale Belgio all'uscita per l'aeroporto del capoluogo siciliano, gli svincoli successivi non sono tutti provvisti di illuminazione.
All'altezza dello svincolo di Capaci sono presenti due obelischi (uno per senso di marcia) eretti in ricordo del giudice Giovanni Falcone, della moglie Francesca Morvillo e degli agenti della scorta morti il 23 maggio 1992.

### Tabella percorso
| Palermo - Mazara del Vallo |                                                             |       |       |           |                |
| Tipo                       | Indicazione                                                 | ↓km↓  | ↑km↑  | Provincia | Strada europea |
|                            | Raccordo A29-Palermo                                        | -     | -     | PA        |                |
|                            | Tommaso Natale - Mondello                                   | 0,0   | 114,8 | PA        |                |
|                            | Capaci - Isola delle Femmine Settentrionale Sicula          | 4,4   | 109,4 | PA        |                |
|                            | Carini                                                      | 7,6   | 106,2 | PA        |                |
|                            | Bretella Aeroporto Falcone-Borsellino                       | 13,5  | 100,3 | PA        |                |
|                            | Villagrazia di Carini                                       | 15,1  | 98,7  | PA        |                |
|                            | Cinisi                                                      | 17,6  | 96,2  | PA        |                |
|                            | Terrasini Settentrionale Sicula                             | 23,5  | 90,3  | PA        |                |
|                            | Montelepre - Zucco                                          | 29,0  | 84,8  | PA        |                |
|                            | Partinico Settentrionale Sicula                             | 30,9  | 82,9  | PA        |                |
|                            | Area di parcheggio "Giambruno"                              | 34,7  | 79,1  | PA        |                |
|                            | Balestrate                                                  | 39,8  | 74,0  | PA        |                |
|                            | Alcamo est Bretella di Alcamo Est                           | 44,8  | 69,0  | TP        |                |
|                            | Area di parcheggio "Costa Gaia"                             | 47,0  | 66,8  | TP        |                |
|                            | Castellammare del Golfo Bretella di Castellammare del Golfo | 47,7  | 66,1  | TP        |                |
|                            | Alcamo ovest Bretella di Alcamo Ovest                       | 51,0  | 62,8  | TP        |                |
|                            | Alcamo-Trapani                                              | 53,0  | 60,8  | TP        |                |
|                            | Gallitello                                                  | 65,4  | 48,4  | TP        |                |
|                            | Salemi - Gibellina Nuova                                    | 76,4  | 37,4  | TP        |                |
|                            | Santa Ninfa - Partanna di Gibellina                         | 84,1  | 29,7  | TP        |                |
|                            | Castelvetrano                                               | 93,5  | 20,3  | TP        |                |
|                            | Campobello di Mazara Sud Occidentale Sicula                 | 97,8  | 16,0  | TP        |                |
|                            | Area di parcheggio "Fontanelle"                             | 100,5 | 13,3  | TP        |                |
|                            | Mazara del Vallo                                            | 114,8 | 0,0   | TP        |                |
|                            | Sud Occidentale Sicula                                      | -     | -     | TP        |                |

## A29 dir Diramazione Alcamo-Trapani
La diramazione Alcamo-Trapani ha inizio dal tronco principale dell'A29 nei pressi di Alcamo. È lunga 36,9 km ed è gestita dall'Anas. Non è soggetta a pedaggio. È la strada europea E933.

### Tabella percorso
| Alcamo - Trapani |                                  |      |      |           |                |
| Tipo             | Indicazione                      | ↓km↓ | ↑km↑ | Provincia | Strada europea |
|                  | Palermo-Mazara del Vallo         | 0,0  | 36,9 | TP        |                |
|                  | Segesta                          | 8,9  | 27,9 | TP        |                |
|                  | Fulgatore Settentrionale Sicula  | 21,3 | 15,5 | TP        |                |
|                  | Dattilo                          | 27,9 | 8,9  | TP        |                |
|                  | Diramazione per Birgi            | 28,7 | 8,1  | TP        |                |
|                  | Area di parcheggio "Dattilo"     | 32,6 | -    | TP        |                |
|                  | Trapani Scorrimento Villa Rosina | 36,9 | 0,0  | TP        |                |

## A29 dirA Diramazione per Birgi
La diramazione per Birgi ha inizio dalla diramazione Alcamo-Trapani nei pressi di Dattilo e ha fine nei pressi del 37º Stormo in località Locogrande del comune di Misiliscemi. È lunga 13 chilometri ed è gestita dall'Anas. Non è soggetta a pedaggio.
Il Decreto Legislativo del 29 ottobre 1999 n. 461 ha classificato questa diramazione come A29dir.
Per distinguere questa diramazione dalle altre è numerata dall'Anas come A29 DIR/A.
Il simbolo con la sigla alfanumerica A29 DIR/A è presente in alcune segnaletiche di entrata presso Marausa in direzione Trapani e nei segnali di numerazione dei cavalcavia; per il resto viene indicata con la sigla alfanumerica A29 dir Alcamo-Trapani.

### Tabella percorso
| Diramazione per Birgi |                                                         |      |      |           |
| Tipo                  | Indicazione                                             | ↓km↓ | ↑km↑ | Provincia |
|                       | Alcamo-Trapani                                          | 0,0  | 13,1 | TP        |
|                       | Marsala - Trapani ovest                                 | 7,0  | 6,0  | TP        |
|                       | Marausa                                                 | 11,5 | 1,5  | TP        |
|                       | 37º Stormo (uscita solo in direzione Birgi)             | 13,0 | -    | TP        |
|                       | Strada provinciale 21 Trapani - Marsala - Mozia - Birgi | 13,1 | 0,0  | TP        |

## A29 Bretella Aeroporto "Falcone e Borsellino"
La bretella Aeroporto "Falcone e Borsellino" o diramazione per Punta Raisi si sviluppa per 4 km e permette di collegare l'A29 all'aeroporto internazionale di Palermo. Non è soggetta a pedaggio.
Il Decreto Legislativo del 29 ottobre 1999 n. 461 ha classificato questa diramazione come A29.
Per distinguere questa diramazione dalle altre è numerata come A29 RACC.
Il simbolo con la sigla alfanumerica A29 RACC non è presente nella segnaletica.

### Tabella percorso
| Bretella Aeroporto "Falcone e Borsellino" |                                                                 |      |      |           |
| Tipo                                      | Indicazione                                                     | ↓km↓ | ↑km↑ | Provincia |
|                                           | Palermo-Mazara del Vallo                                        | 0,0  | 4,0  | PA        |
|                                           | Marina di Cinisi (entrata e uscita solo in direzione Aeroporto) | 0,5  | -    | PA        |
|                                           | Aeroporto "Falcone e Borsellino"                                | 4,0  | 0,0  | PA        |

## Raccordo A29-Palermo
Il raccordo A29-Palermo, o raccordo per via Belgio, costituisce il prolungamento, senza soluzione di continuità, dell'autostrada A29 dal km 0, in corrispondenza dello svincolo di Tommaso Natale, fino all'innesto con la circonvallazione di Palermo, su viabilità urbana di scorrimento. Il raccordo è costituito da un tratto di autostrada di 5,6 km, gestito dall'Anas, a due carreggiate e a due corsie per senso di marcia più corsia di emergenza. Il raccordo venne costruito negli anni 1980 quale prolungamento dell'autostrada A29 con la realizzazione di uno svincolo in corrispondenza del caposaldo precedente. Per distinguere questo raccordo dalle altre diramazioni, questa tratta è numerata come A29 RACC BIS.
Il raccordo ha una progressiva chilometrica indipendente.
Il simbolo con la sigla alfanumerica A29 RACC BIS non è presente nella segnaletica.

### Tabella percorso
| Raccordo A29-Palermo | |      |      |           |                |
| Tipo                 | Indicazione                                                                                              | ↓km↓ | ↑km↑ | Provincia | Strada europea |
|                      | Palermo-Mazara del Vallo                                                                                 | 0,0  | 5,6  | PA        |                |
|                      | Ospedale Cervello (solo uscita in direzione Palermo)                                                     | 1,4  | -    | PA        |                |
|                      | Zona industriale nord (entrata solo in direzione Mazara del Vallo e in uscita solo in direzione Palermo) | 3,1  | 2,2  | PA        |                |
|                      | Viale Regione Siciliana -Palermo                                                                         | 5,6  | 0,0  | PA        |                |